# کلی (آیووا)
کلی (به انگلیسی: Kelley) شهری در ایالت آیووا کشور ایالات متحده آمریکا است که جمعیت آن در سرشماری سال ۲۰۱۰ میلادی، ۳۰۹ نفر بوده‌است.